# Welcome to the Beautiful South
Welcome to the Beautiful South ist das Debütalbum der britischen Band The Beautiful South. Es wurde im Oktober 1989 veröffentlicht und erreichte in den britischen Charts die Position zwei.

## Entstehungsgeschichte
Das Album entstand ein Jahr nach Auflösung der Vorgängerband The Housemartins. Wegen musikalischer Differenzen konnten die Mitglieder nicht mehr zusammenarbeiten. Während sich Norman Cook unter dem Pseudonym Fatboy Slim elektrischer, tanzbarer Musik zuwandte, schlossen sich Paul Heaton und Dave Hemingway zu The Beautiful South zusammen und spielten einen an die Vorgängerband angelegten Stil. Hemingway und Heaton teilten sich den Gesang. Zusätzlich nahmen sie mit Briana Corrigan eine Sängerin in die Band auf. David Rotheray und Sean Welch komplettierten die Band.

## Cover
Das ursprüngliche Cover bestand aus zwei Bildern: Das erste zeigte eine Frau, die sich einen Revolver in den Mund steckt; auf dem zweiten Bild war ein Mann zu sehen, der sich eine Zigarette anzündet. Die britische Einzelhandelsgruppe „Woolworth“ weigerte sich zunächst, das Album mit diesem Cover zu vertreiben – mit der Begründung, es ermutige Kinder zum Rauchen. Ein alternativer Cover-Entwurf zeigte daraufhin einen Hasen und einen Teddybären.

## Singleauskopplungen
Aus diesem Album wurden die Singles Song For Whoever (Platz 2 in den britischen Charts), You Keep It All In (Platz 8) und I´ll Sail This Ship Alone (Platz 31) ausgekoppelt.

## Texte und Musik
Musikalisch ist die Platte in sehr melodischen Popklängen gehalten, die allerdings teils politische (Have You Ever Been Away als Anklage gegen Stammtischstrategen) teils kommerzkritische (Song For Whoever, in der Albumversion knapp 2 Minuten länger als auf der Maxi-Single-Auskopplung, behandelt das Schreiben eines Liebeslieds als rein kommerzielle Tätigkeit ohne echte Gefühle, From Under The Covers stellt den geregelten oktroyierten Arbeitsalltag dem Wunsch nach Hedonismus gegenüber) Texte transportierten, deren teils zynischer Gehalt (Woman in the Wall beschreibt den Mord eines Alkoholikers an seiner Frau und sein Verdrängen desselben) beim oberflächlichen Hören nicht vermutet würde.

## Titelliste
1. Song for Whoever – 6:10
2. Have You Ever Been Away – 5:40
3. From Under the Covers – 3:59
4. I’ll Sail This Ship Alone – 4:47
5. Girlfriend – 2:55
6. Straight In At 37 – 4:25 (nur CD)
7. You Keep It All In – 2:52
8. Woman in the Wall – 5:15
9. Oh Blackpool – 3:06
10. Love Is – 7:00
11. I Love You (But You’re Boring) – 4:30